# Eendracht (schip, 1989)
De Eendracht is een zeilend zeeschip, dat als doel heeft om iedereen, met name jongeren, in de gelegenheid te stellen kennis te maken met de zee en het zeezeilen, met het avontuur dat daarbij hoort. Het schip heeft Rotterdam als thuishaven.

## Geschiedenis
Het schip, gebouwd door Damen Shipyards in Gorinchem, is eigendom van de Stichting Zeilschip Eendracht. De oplevering vond plaats in 1989.

### Zeilschip Johann Smidt
De Eendracht is de opvolger van een gelijknamige 36 meter lange gaffelschoener. Dit schip werd in 1974 gebouwd door de Cammenga-werf uit Amsterdam-Noord. Het werd in 1989 verkocht aan de Duitse Verein Clipper DJS en werd omgedoopt tot Johann Smidt.

## Externe link

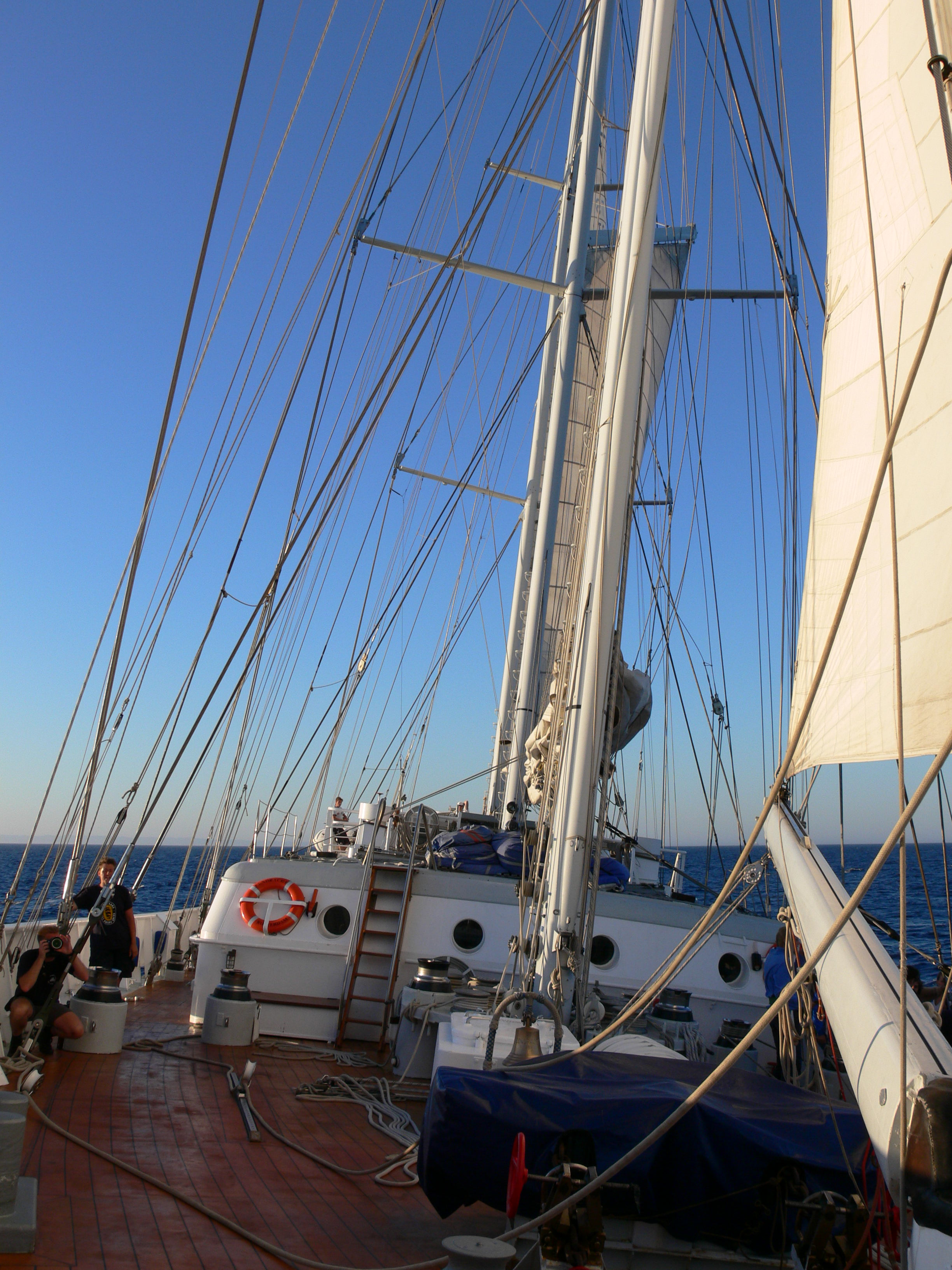
Aan boord van de Eendracht.